# Liste de pulsars notables
Cette page recense divers pulsars présentant un intérêt notable en astrophysique.
| Désignation                    | Notes | {\displaystyle P} (s)            | {\displaystyle {\dot {P}}} (s·s-1) |
| ------------------------------ | --- | -------------------------------- | ---------------------------------- |
| PSR B0042-73                   | Premier pulsar détecté dans le Petit Nuage de Magellan Pulsar binaire | 0,926275835356(15)               | 4,486(1)×10-15                     |
| PSR J0100-7211                 | Pulsar X anormal | 8,020392(9)                      | 1,88(8)×10-11                      |
| PSR J0146+6145                 | Pulsar X anormal | 8,68832973(8)                    | 1,960(2)×10-12                     |
| PSR J0205+6449                 | Pulsar associé à la supernova historique SN 1181 Pulsar jeune Pulsar X | 0,06568638162(2)                 | 1.9393(4)×10-13                    |
| PSR J0218+4232                 | Pulsar binaire Pulsar milliseconde | 0,0023230904564(1)               | 7,5(1)×10-20                       |
| PSR B0329+54                   | Premier pulsar dont le signal a été détecté, sans être à l'époque effectivement découvert, par un instrument terrestre Émission présentant une microstructure observable           | 0,71451866398(1)                 | 2,04959(8)×10-15                   |
| PSR J0437-4715                 | Pulsar binaire Pulsar milliseconde Parallaxe chronométrique connue Système mettant en évidence l'effet Shklovski                                                                   | 0,005757451819356(4)             | 5,709(10)×10-22                    |
| PSR 0525+21                    | Pulsar à longue période Présente des glitches Émission présentant une microstructure observable                                                                                    | 3,74552134032(1)                 | 4,00321(6)×10-14                   |
| SGR J0501+4516                 | Sursauteur gamma mou | 5,762072(2)                      |                                    |
| SGR 0526-66                    | Sursauteur gamma mou | 8,0470(2)                        | 6,5(5)×10-11                       |
| PSR B0531+21 (Pulsar du Crabe) | Issu de la supernova historique SN 1054 Indice de freinage connu Pulsar optique Pulsar gamma Présente des glitches                                                                 | 0,0334033474094(2)               | 4,209599(2)×10-13                  |
| PSR J0537-6910                 | Pulsar jeune Plus haute vitesse de rotation pour un pulsar non recyclé Premier pulsar dont un glitch a été prédit Pulsar extragalactique Rémanent associé connu                    | 0,01611548182(2)                 | 5,1271×10-14                       |
| PSR B0540-69                   | Indice de freinage connu Premier pulsar extragalactique (dans le Grand Nuage de Magellan) Pulsar jeune Pulsar optique Rémanent associé connu                                       | 0,050377106869(8)                | 4,790593(8)×10-13                  |
| PSR J0633+1746 (Geminga)       | Pulsar proche (parallaxe connue) Pulsar optique Pulsar gamma | 0,237                            | 1,097×10-14                        |
| PSR J0737-3039                 | Premier pulsar double Système binaire contenant au moins un pulsar avec l'orbite la plus resserrée connue Binaire à éclipses Pulsar donc le rayonnement gravitationnel est observé | 0,0226993785996239 2,77346077007 | 1,75993×10-18 8,92×10-16           |
| PSR J0751+1807                 | Pulsar binaire Pulsar milliseconde Pulsar recyclé Pulsar le plus massif connu Pulsar binaire Pulsar donc le rayonnement gravitationnel est observé                                 | 0,00347877078151(1)              | 8,0(8)×10-21                       |
| PSR B0823+26                   | Pulsar proche (parallaxe connue) | 0,530660797580(8)                | 1,7094(4)×10-15                    |
| PSR B0820+02                   | Premier pulsar faisant partie d'un système binaire à faible excentricité orbitale                                                                                                  | 0,86487275188(4)                 | 1,039(3)×10-16                     |
| PSR B0833-45 (Pulsar de Vela)  | Pulsar jeune Présente des glitches Pulsar optique Pulsar gamma Émission présentant une microstructure observable                                                                   | 0,089308556629(5)                | 1,2484(2)×10-13                    |
| AX J0851.9-4617 (Vela Junior)  | Pulsar jeune | ?                                | ?                                  |
| PSR B0950+08                   | Pulsar proche (parallaxe connue) Premier pulsar dont la rotation de Faraday a été effectuée Émission présentant une microstructure observable                                      | 0,25306506819(3)                 | 2,2915(10)×10-16                   |
| Cen X-3 (étoile de Krzeminski) | Premier pulsar X |                                  |                                    |
| PSR B1046-58                   | Pulsar jeune Pulsar gamma | 0,12365260727(2)                 | 9,59265(8)×10-14                   |
| 1E 1048.1-5937                 | Pulsar X anormal Binaire X à forte masse | 6,45207658(54)                   | 2,70×10-11 (?)                     |
| PSR B1055-52                   | Pulsar gamma | 0,197107608187(15)               | 5,8335×10-15                       |
| PSR J1119-6127                 | Pulsar jeune Pulsar à très fort champ magnétique | 0,40774589995                    | 4,021782×10-12                     |
| PSR J1124-5916                 | Pulsar jeune Pulsar à très fort champ magnétique | 0,1353140449(2)                  | 7,471(2)×10-13                     |
| PSR B1133+16                   | Premier pulsar au mouvement propre mesuré Pulsar dont une partie du ralentissement est dû à l'effet Shklovski Émission présentant une microstructure observable                    | 1,18791153608(4)                 | 3,73273(5)×10-15                   |
| PSR J1141-6545                 | Pulsar binaire | 0.3938978340370                  | 4.294593×10-15                     |
| PSR J1210-5209                 | Pulsar soupçonné d'être une étoile étrange Rémanent associé connu | 0,424129                         | 1,9(1,2)×10-14                     |
| PSR B1257+12                   | Premier pulsar (et première étoile autre que le Soleil) autour duquel des planètes extrasolaires ont été découvertes                                                               | 0,0062185319388187(2)            | 1,14334(6)×10-19                   |
| PSR B1259-63                   | Pulsar binaire à haute excentricité orbitale Pulsar gamma Binaire à éclipses | 0,0477623381594(10)              | 2,2750(3)×10-15                    |
| PSR 1451-68                    | Pulsar proche (parallaxe connue) | 0,263376778654(2)                | 9,878(2)×10-20                     |
| PSR B1508+55                   | distance: 7700 al; grande vitesse: 1100 km/s | 0.7396812656680000               | 5.0078000e-15                      |
| PSR B1509-58                   | Indice de freinage connu Pulsar jeune Pulsar optique Pulsar gamma Rémanent associé connu                                                                                           | 0,15065755092(2)                 | 1,5365291(1)×10-12                 |
| PSR J1518+4904                 | Pulsar binaire | 0,0409349889083329               | 2,7190×10-20                       |
| PSR B1534+12                   | Pulsar binaire Pulsar milliseconde Parallaxe connue accélération séculaire connue Pulsar donc le rayonnement gravitationnel est observé                                            | 0,0379044403665(3)               | 2,43(8)×10-18                      |
| PSR 1620-26                    | Second pulsar découvert dans un amas globulaire (M4) Système binaire Possède une exoplanète                                                                                        | 0,01107575087644                 | 7,904(2)×10-19                     |
| SGR 1627-41                    | Sursauteur gamma mou | 2,594578(6)                      | <6×10-10                           |
| X1627-673                      | Binaire X à faible masse | 7,7                              | ?                                  |
| PSR B1641-45                   | Présente des glitches Maser naturel à OH | 0,455059775403(10)               | 2,00902(6)×10-14                   |
| PSR B1706-44                   | Pulsar jeune Pulsar X Pulsar gamma Présente des glitches Rémanent associé connu | 0,102449749380(3)                | 9,30400(2)×10-14                   |
| RX J170849.0-400910            | Pulsar X anormal Binaire X | 10,9990355(6)                    | 1,945(2)×10-11                     |
| PSR J1713+0747                 | Pulsar milliseconde Parallaxe chronométrique connue | 0,0045701365229179(8)            | 8,52(2)×10-21                      |
| XTE J1739-285                  | Pulsar animé de la plus haute vitesse de rotation connue (non confirmée) | 0,0008913(?)                     | ?                                  |
| PSR J1756-2251                 | Pulsar binaire | 0,02846158845494                 | 1,0171×10-18                       |
| SGR 1806-20 (PSR J1808-2024)   | Sursauteur gamma mou Astre ayant produit la plus violente libération d'énergie de la Galaxie depuis le début de l'ère télescopique (magnitude absolue de -29).                     | 7,55592(5)                       | 5,49(9)×10-10                      |
| PSR J1808-3658                 | Pulsar binaire Premier pulsar milliseconde accrétant de la matière (en phase de recyclage) Pulsar soupçonné d'être une étoile étrange                                              | 0,00249                          | ?                                  |
| PSR J1809-1943                 | Pulsar X anormal | 5,539425(16)                     | 8,1(7)×10-12                       |
| PSR J1811-1736                 | Pulsar binaire | 0,1041819547968                  | 0,91×10-19                         |
| PSR J1811-1926                 | Pulsar jeune Pulsar possiblement associé à la supernova historique SN 386 | 0,06466702(5)                    | 4,40(4)×10-14                      |
| PSR B1821-24                   | Premier pulsar découvert dans un amas globulaire (M28) | 0,0030543146293258(6)            | 1,61845(5)×10-18                   |
| PSR B1829-10                   | Premier pulsar autour duquel la découverte d'une planète extrasolaire a été annoncée (infirmée depuis)                                                                             | 0,330353559543(8)                | 4,2056(2)×10-15                    |
| PSR J1829+2456                 | Pulsar binaire | 0,04100982358117                 | 5,25×10-20                         |
| PSR J1841-0456                 | Pulsar X anormal Rémanent associé connu | 11,7750542(1)                    | 4,1551(14)×10-11                   |
| PSR J1845-0258                 | Pulsar X anormal | 6,97127(28)                      | ?                                  |
| PSR J1846-0258                 | Pulsar jeune rémanent associé connu (Kesteven 75) | 0,3256842488                     | 7,0833×10-12                       |
| PSR B1855+09                   | Parallaxe chronométrique connue | 0,0053621004540415(3)            | 1,78363(8)×10-20                   |
| 1ES 1853-37.9                  | | 7,055                            | ? (< 1,9×10-12                     |
| SGR 1900+14                    | Sursauteur gamma mou | 5,16891778(21)                   | 7,783(8)×10-11                     |
| PSR J1906+0746                 | Pulsar binaire en orbite serrée Pulsar jeune | 0,144071929982(3)                | 2,0280(2)×10-14                    |
| PSR B1913+16                   | Premier pulsar binaire, ayant permis de tester l'émission de rayonnement gravitationnel prédit par la relativité générale                                                          | 0,059029997929613(7)             | 8,62713(8)×10-18                   |
| PSR B1919+21                   | Premier pulsar détecté Émission présentant une microstructure observable | 1,337301192269(6)                | 1,34809(5)×10-15                   |
| PSR B1929+10                   | Premier pulsar à parallaxe mesurée Émission présentant une microstructure observable                                                                                               | 0,226517820862(2)                | 1,15661(12)×10-15                  |
| PSR B1937+21                   | Premier pulsar milliseconde détecté Parallaxe chronométrique connue | 0,0015578064688198(2)            | 1,05119(1)×10-19                   |
| PSR B1951+32                   | Pulsar gamma | 0,03952975916(5)                 | 5,8374(7)×10-15                    |
| PSR B1957+20                   | Pulsar binaire à courte période orbitale Binaire à éclipses | 0,0016074016848063(3)            | 1,68515(9)×10-20                   |
| PSR B2111+46                   | Pulsar à mouvement propre très élevé | 1,014684902209(12)               | 7,115(6)×10-16                     |
| PSR J2144-3933                 | Pulsar à rotation lente | 2,8366(1)                        | ?                                  |
| PSR B2127-11A                  | Pulsar situé dans un amas globulaire (M15) Pulsar présentant une accélération séculaire                                                                                            | 0,1106647087715(6)               | -2,107(3)×10-17                    |
| PSR B2127-11C                  | Pulsar binaire Pulsar situé dans un amas globulaire (M15) | 0,03052929614864                 | 4,98789×10-18                      |
| PSR B2127-11D                  | Pulsar milliseconde Pulsar situé dans un amas globulaire (M15) Pulsar présentant une accélération séculaire                                                                        | 0,0048028043457                  | -1.075(12)×10-17                   |
| PSR B2217+47                   | Indice de freinage connu | 0,5384692479485(19)              | 2,76503(9)×10-15                   |
| PSR J2301+5852                 | Binaire X à forte masse Pulsar X anormal Rémanent associé connu | 6,9789484460(39)                 | 4,8430(8)×10-13                    |
| PSR B2303+46                   | Pulsar binaire à forte excentricité orbitale | 1,066371071565(16)               | 5.6909(20)×10-16                   |
| PSR B2319+60                   | Pulsar présentant un phénomène de dérive des pulses atypique | 2,25648786737(4)                 | 7,037(2)×10-15                     |